# Gustavo García-Siller

Erzbischofwappen von Gustavo García-Siller

Gustavo García-Siller MSpS (* 21. Dezember 1956 in San Luis Potosí) ist Erzbischof von San Antonio.

## Leben
Gustavo García-Siller trat der Ordensgemeinschaft der Missionare vom Heiligen Geist bei, legte 1975 die Profess ab und empfing am 22. Juni 1984 die Priesterweihe.
Papst Johannes Paul II. ernannte ihn am 24. Januar 2003 zum Weihbischof in Chicago und Titularbischof von Oescus. Der Erzbischof von Chicago, Francis Eugene Kardinal George OMI, spendete ihm am 19. März desselben Jahres die Bischofsweihe; Mitkonsekratoren waren Raymond Emil Goedert, Weihbischof in Chicago, und Ricardo Watty Urquidi MSpS, Bischof von Nuevo Laredo.
Am 14. Oktober 2010 wurde er zum Erzbischof von San Antonio ernannt und am 23. November desselben Jahres in das Amt eingeführt.